# Carlo Mornati
Carlo Mornati (født 16. marts 1972 i Lecco) er en italiensk tidligere roer og dobbelt verdensmester.
Mornati begyndte sin karriere i firer uden styrmand, og i denne båd vandt han sammen med Valter Molea, Rafaello Leonardo og Riccardo Dei Rossi VM-guld i 1994 og 1995. Kvartetten var derfor blandt favoritterne ved OL 1996 i Atlanta, og de vandt da også deres indledende heat, hvorpå de blev slået knebent af den franske båd i semifinalen. Disse to både kæmpede i finalen om føringen i begyndelsen, men de øvrige både var ikke langt væk, og italienerne havde brugt for mange kræfter i begyndelsen og endte på en sjette- og sidsteplads.
Ved VM i 1998 var Leonardo udskiftet i båden med Lorenzo Carboncini, og her vandt italienerne bronze, en præstation de gentog året efter. Ved OL 2000 i Sydney vandt samme besætning deres indledende heat, hvorpå de i semifinalen blev snævert besejret af den australske båd. Finalen blev en tæt kamp mellem italienerne og den britiske båd, der endte med at sejre med et forspring på 0,38 sekund, mens italienerne på andenpladsen var næsten et sekund foran australierne på bronzepladsen.
Ved VM i 2002 bestod den italienske firer uden styrmand af Carlo Mornati, hans bror Niccolò Mornati, Rafaello Leonardo og Lorenzo Carboncini, og denne kvartet vandt endnu en bronzemedalje til Carlo Mornatis samling.
I 2004 var Carlo Mornati (sammen med blandt andet sin bror, Niccolò) skiftet til den italienske otter, der ved OL i Athen vandt B-finalen og dermed blev nummer syv. De følgende par år fortsatte han i denne båd, der i 2005 og 2006 vandt VM-sølv. I 2007 var han vendt tilbage til fireren uden styrmand sammen med Niccolò Mornati, Lorenzo Carboncini og Alessio Sartori, og denne besætning vandt VM-sølv dette år. Han deltog med denne besætning i OL 2008 i Beijing, hvor båden endte på en samlet ellevteplads. Dette blev Carlo Mornatis sidste store internationale stævne.

## OL-medaljer
- 2000:  Sølv i firer uden styrmand